# Lan Mẫu
Lan Mẫu là một xã cũ thuộc huyện Lục Nam, tỉnh Bắc Giang, Việt Nam.
Theo Nghị quyết số 1658/NQ-UBTVQH15 về việc sắp xếp đơn vị hành chính cấp xã của tỉnh Bắc Ninh năm 2025, từ ngày 16/06/2025 đơn vị hành chính xã Lan Mẫu hợp nhất với các xã Yên Sơn, Bắc Lũng, Khám Lạng và trở thành một đơn vị hành chính mới mang tên xã Bắc Lũng.

## Địa lý
Xã Lan Mẫu nằm ở phía tây nam của huyện Lục Nam, Cách thành phố Bắc Giang 12 km, cách thị trấn Đồi Ngô 7 km, có vị trí địa lý:
- Phía đông giáp xã Yên Sơn
- Phía tây giáp huyện Lạng Giang
- Phía nam giáp Thành phố Bắc Giang
- Phía bắc giáp thị trấn Phương Sơn xã Chu Điện.

Xã Lan Mẫu có diện tích 11,68 km², dân số năm 1999 là 6.729 người, mật độ dân số đạt 576 người/km².

## Hành chính
Xã Lan Mẫu gồm 6 thôn:
- Muối.
- Chính Hạ.
- Chính Thượng.
- Trung An.
- Lan Hoa.
- Trung Hậu.

## Lịch sử
Lan Mẫu là vùng đất lâu đời, Lịch sử hình thành và phát triển gắn liền với lịch sử ngàn năm văn hiến của Dân tộc Việt Nam, lịch sử truyền thống và văn hóa xứ Kinh Bắc.
Thời Hùng Vương, địa bàn xã Lan Mẫu hiện nay thuộc Hương Lan Mẫu, Bộ Vũ Ninh. sau này Lan Mẫu là một Tổng (đơn vị hành chính dưới huyện, gồm một hoặc một số xã) thuộc các huyện Thanh Viễn và Phượng Sơn, Phủ Lạng Giang, Lộ Bắc Giang; Đến năm Quang Thuận thứ 7 (1466) đời vua Lê Thánh Tông, 2 huyện Thanh Viễn và Phượng Sơn gộp lại thành Huyện Phượng Nhãn; thời kỳ này, Lan Mẫu là một trong 7 Tổng của huyện Phượng Nhãn; Phủ Lạng Giang, trấn Kinh Bắc.
Tổng Lan Mẫu gồm có 7 xã (trong đó có 1 xã xiêu tán, có ruộng nhưng không có dân cư sinh sống thường xuyên):
1. xã Lan Mẫu
2. xã Phương Lạn
3. xã Quất Lâm
4. xã Thượng Lâm
5. xã Mai Thưởng
6. xã Lão Hộ
7. xã Thanh Ái (còn đang xiêu tán).

Từ năm 1831, dưới thời vua Minh Mạng, tỉnh Bắc Ninh được thành lập, Tổng Lan Mẫu thuộc Phủ Lạng Giang, tỉnh Bắc Ninh; từ ngày 5 tháng 11 năm 1889 đến ngày 9 tháng 9 năm 1891 Tổng Lan Mẫu thuộc tỉnh Lục Nam, đến năm 1891 tỉnh Lục Nam giải thể, xã Lan Mẫu thuộc huyện Phượng Nhãn, tỉnh Bắc Ninh.
Ngày 10 tháng 10 năm 1895, tỉnh Bắc Giang được thành lập, Tổng Lan Mẫu thuộc Huyện Phượng Nhãn, tỉnh Bắc Giang.
Ngày 09 tháng 6 năm 1909, Quyền Thống sứ Bắc Kỳ ra quyết định: các chữ tạo thành tên làng Lan Mẫu và Tổng Lan Mẫu, huyện Phượng Nhãn, tỉnh Bắc Giang đổi thành xã Lan Mẫu. Từ năm 1924, xã Lan Mẫu thuộc huyện Lạng Giang, tỉnh Bắc Giang, gồm có 7 Làng: Lan Mẫu, Phương Lạn, Quất Lâm, Thượng Lâm, Mai Thưởng, Lão Hộ, Thanh Ái).
Sau Cách mạng tháng 8/1945, xã Lan Mẫu thuộc huyện Lạng Giang, tỉnh Bắc Giang.
Ngày 06 tháng 9 năm 1952, Tỉnh ủy Bắc Giang đã ra Nghị quyết số 06/NQBB/BG, sáp nhập xã Lan Mẫu về huyện Yên Dũng.
Ngày 17 tháng 5 năm 1958, Bộ Nội vụ ra Quyết định số 172-NV. Theo đó,
- Điều chỉnh địa giới hành chính 7 thôn và chia xã Lan Mẫu thành 3 xã thuộc huyện Yên Dũng:
  1. xã Lan Mẫu.
  2. xã Đại Lâm
  3. Xã Lão Hộ

Các làng Mai Thưởng và Thanh Ái nhập vào xã Lan Mẫu và Đại Lâm; Phương Lạn và Thượng Lâm Nhập vào xã Thanh Sơn (hiện nay là một phần thị trấn Phương Sơn và xã Thanh Lâm, huyện Lục Nam).
- Phân chia các thôn, xóm ở các xã mới thành lập theo đặc điểm dân cư, xã Lan Mẫu được chia thành 6 thôn: Muối, Chính Hạ, Chính Thượng, Lan Hoa, Trung An, Trung Hậu và giữ nguyên cho tới hiện nay

Ngày 27 tháng 2 năm 1961, Thủ tướng Chính phủ ra Quyết định số 33/CP, theo đó, chuyển xã Đại Lâm về huyện Lạng Giang quản lý, chuyển xã Lan Mẫu về huyện Lục Nam quản lý.
Ngày 18 tháng 10 năm 1962, chuyển trụ sở UBND xã Lan Mẫu về khu vực cửa hàng vật tư tổng hợp Lan Mẫu.
Ngày 27 tháng 10 năm 1962, hai tỉnh Bắc Giang và Bắc Ninh hợp nhất thành tỉnh Hà Bắc, xã Lan Mẫu thuộc huyện Lục Nam, tỉnh Hà Bắc.
Ngày 6 tháng 11 năm 1996, xã Lan Mẫu thuộc tỉnh Bắc Giang vừa được tái lập.
Ngày 16 tháng 06 năm 2025, xã Lan Mẫu sáp nhập với các xã Bắc Lũng, Yên Sơn, Khám Lạng thành một đơn vị hành chính mới là xã Bắc Lũng. Đơn vị hành chính xã Lan Mẫu và Địa danh mang tên Lan Mẫu không còn tồn tại.
Từ ngày 01 tháng bảy năm 2025, tỉnh Bắc Giang hợp nhất với tỉnh Bắc Ninh cũ thành một đơn vị hành chính mới mang tên gọi tỉnh Bắc Ninh, xã Bắc Lũng trở thành 1 trong 99 đơn vị hành chính cấp xã của tỉnh Bắc Ninh.

## Kinh tế
kinh tế của xã chủ yếu là trồng lúa, hoa màu và cây ăn quả. Trong những năm gần đây, công nghiệp của xã phát triển mạnh, trên địa bàn xã đang dần hình thành nhiều cụm công nghiệp sản xuất, thương mại, đô thị tập trung.
Xã Lan Mẫu đã được công nhận nông thôn mới năm 2020. Lan Mẫu được định hướng đến năm 2030 sẽ thành lập thị trấn Lan Mẫu, đạt tiêu chí đô thị loại V trên cơ sở diện tích toàn xã hiện tại. Trung tâm đô thị mới của Thị trấn tương lai nằm trên trục đường tỉnh 293 và các đường huyện kết nối QL31 và Tỉnh lộ 293. Dự kiến 2021-2025, đường vành đai 5 thủ đô được xây dựng, giao cắt với TL293 tại Lan Mẫu, tạo động lực mới phát triển công nghiệp của thị trấn tương lai.
Lan Mẫu có lợi thế là cửa ngõ phía tây nam của huyện Lục Nam, cách trung tâm Thành phố Bắc Giang khoảng 12 km theo trục đường Tâm Linh (TL293) và Quốc lộ 31; có Ga Lan Mẫu (ga lớn nhất tuyến đường sắt Kép - Hạ Long), thuận lợi giao thương; có hệ thống giao thông hoàn chỉnh kết nối tới Thành phố Bắc Giang, Thành phố Chí Linh (tỉnh Hải Dương), các tỉnh Lạng Sơn, Quảng Ninh, Hải Phòng, Hà Nội,.. và các Khu công nghiệp lớn trong tỉnh Bắc Giang. trên địa bàn xã có 2 cụm công nghiệp tập trung Lan Sơn 1, Lan Sơn 2 đã đi vào hoạt động, xã Lan Mẫu có nhiều tiềm năng để phát triển mạnh mẽ, trở thành đô thị hiện đại, trung tâm kinh tế khu vực phía đông tỉnh Bắc Giang.

## Giáo dục
Các trường phổ thông trên địa bàn xã:
- Trường mầm non xã Lan Mẫu
- Trường Tiểu học Lan Mẫu
- Trường Trung học cơ sở Lan Mẫu

## Văn hóa - xã hội
Đây là một vùng đất cổ có bề dày về lịch sử văn hoá và truyền thống cách mạng. Lan Mẫu là một vùng đất thiêng có nhiều di tích Đình, Chùa gắn liền với thiền phái Trúc lâm do vua Trần Nhân Tông sáng lập từ thế kỷ XIII.
Xã Lan Mẫu là địa bàn chiến lược về quốc phòng - an ninh, Anh hùng lực lượng vũ trang nhân dân, là xã về đích nông thôn mới dầu tiên của huyện Lục Nam.